# Teresa Cunegonda Sobieska di Polonia
Teresa Cunegonda Sobieska (Wilanów, 4 marzo 1676 – Venezia, 10 marzo 1730) è stata una principessa di Polonia, membro della famiglia Sobieski. Grazie alle nozze acquisì il rango di Elettrice di Baviera.

## Biografia
Era figlia del re Giovanni III di Polonia e della consorte, l'aristocratica francese Maria Casimira Luisa de la Grange d'Arquien.
Appena diciannovenne, venne destinata dal padre a prendere per marito l'Elettore Massimiliano II Emanuele di Baviera, da poco rimasto vedovo, col quale si sposò il 2 gennaio 1695, divenendo ella stessa Elettrice consorte.
La coppia ebbe dieci figli, di cui uno senza nome morì in fasce, per cui si annoverano nove figli che superarono la primissima infanzia, tra cui il futuro Imperatore Carlo VII di Baviera e l'Arcivescovo Clemente Augusto di Baviera.
Tra il 1704 ed il 1705, dovette affrontare con la famiglia la fuga dalla corte bavarese verso i Paesi Bassi al seguito della sconfitta subita dall'esercito della Baviera nella Battaglia di Blenheim, e venne nominata Principessa Palatina Reggente in vece del marito.
Morì a Monaco di Baviera nel 1730 e venne sepolta nella locale Chiesa dei Teatini.

## Figli
Dal matrimonio nacquero nove figli:
- Maria Anna Carolina (1696 – 1750), entrata nel convento delle Clarisse in Monaco con il nome di Teresa Emanuela del Cuor di Gesù.
- Carlo VII Alberto (1697 – 1745), principe elettore di Baviera. Sposò Maria Amalia d'Asburgo (1701 – 1756)
- Filippo Maurizio Maria (1698 – 1719)
- Ferdinando Maria Innocenzo (1699 – 1738), Feldmaresciallo imperiale
- Clemente Augusto (1700 – 1761), principe elettore ed arcivescovo di Colonia
- Guglielmo (1701 – 1704)
- Aloisio Giovanni Adolfo (1702 – 1705)
- Giovanni Teodoro (1703 – 1763), Cardinale, Principe-Vescovo di Ratisbona, Freising e Lüttich
- Massimiliano Emanuele Tommaso (1704 – 1709)

## Ascendenza
|                                                               |                                          |                                                | Genitori                                       |  |  | Nonni |  |  | Bisnonni                                        |  |  | Trisnonni    |  |
|                                                               |                                          |                                                |                                                |  |  |       |  |  | Marek Sobieski, voivoda e castellano di Lublino |  |  | Jan Sobieski |  |
|                                                               |                                          |                                                |                                                |  |  |       |  |  | Marek Sobieski, voivoda e castellano di Lublino |  |  | Jan Sobieski |  |
|                                                               |                                          | Katarzyna Zofia Gdeszyńska                     |                                                |  |  |       |  |  | Marek Sobieski, voivoda e castellano di Lublino |  |  |              |  |
| Jakub Sobieski, voivoda di Belsk, castellano di Cracovia      |                                          |                                                |                                                |  |  |       |  |  | Marek Sobieski, voivoda e castellano di Lublino |  |  |              |  |
|                                                               |                                          | Jadwiga Snopkowska                             | Jakub Snopkowski                               |  |  |       |  |  |                                                 |  |  |              |  |
|                                                               |                                          | Jadwiga Snopkowska                             | Jakub Snopkowski                               |  |  |       |  |  |                                                 |  |  |              |  |
|                                                               |                                          | Jadwiga Snopkowska                             | Jadwiga Herburtowna                            |  |  |       |  |  |                                                 |  |  |              |  |
| Jan III Sobieski, re di Polonia                               |                                          | Jadwiga Snopkowska                             |                                                |  |  |       |  |  |                                                 |  |  |              |  |
|                                                               |                                          | Jan Daniłowicz                                 | Stanisław Daniłowicz                           |  |  |       |  |  |                                                 |  |  |              |  |
|                                                               |                                          | Jan Daniłowicz                                 | Stanisław Daniłowicz                           |  |  |       |  |  |                                                 |  |  |              |  |
|                                                               |                                          | Jan Daniłowicz                                 | Katarzyna Tarło                                |  |  |       |  |  |                                                 |  |  |              |  |
| Theophila Zofia Danilowiczówna, erede di Zhovka               |                                          | Jan Daniłowicz                                 |                                                |  |  |       |  |  |                                                 |  |  |              |  |
|                                                               |                                          | Zofia Żółkiewska                               | Stanisław Żółkiewski                           |  |  |       |  |  |                                                 |  |  |              |  |
|                                                               |                                          | Zofia Żółkiewska                               | Stanisław Żółkiewski                           |  |  |       |  |  |                                                 |  |  |              |  |
|                                                               |                                          | Zofia Żółkiewska                               | Regina Herburtowna                             |  |  |       |  |  |                                                 |  |  |              |  |
| Teresa Kunegunda Sobieska                                     |                                          | Zofia Żółkiewska                               |                                                |  |  |       |  |  |                                                 |  |  |              |  |
|                                                               | Antoine de La Grange, marchese d'Arquien | Charles de La Grange, signore di Montigny      |                                                |  |  |       |  |  |                                                 |  |  |              |  |
|                                                               | Antoine de La Grange, marchese d'Arquien | Charles de La Grange, signore di Montigny      |                                                |  |  |       |  |  |                                                 |  |  |              |  |
|                                                               | Antoine de La Grange, marchese d'Arquien | Louise de Rochechouart, signora di Boiteaux    |                                                |  |  |       |  |  |                                                 |  |  |              |  |
| Henri Albert de La Grange, marchese d'Arquien (poi cardinale) | Antoine de La Grange, marchese d'Arquien |                                                |                                                |  |  |       |  |  |                                                 |  |  |              |  |
|                                                               |                                          | Anne d'Ancienville                             | Louis d'Ancienville, visconte di Souille       |  |  |       |  |  |                                                 |  |  |              |  |
|                                                               |                                          | Anne d'Ancienville                             | Louis d'Ancienville, visconte di Souille       |  |  |       |  |  |                                                 |  |  |              |  |
|                                                               |                                          | Anne d'Ancienville                             | Françoise de la Platiere, baronessa d'Espeisse |  |  |       |  |  |                                                 |  |  |              |  |
| Marie-Casimire-Louise de la Grange d'Arquien                  |                                          | Anne d'Ancienville                             |                                                |  |  |       |  |  |                                                 |  |  |              |  |
|                                                               |                                          | Baptiste de La Châtre, signore di Breuillebaut | Jean de La Châtre, signore di Breuillebaut     |  |  |       |  |  |                                                 |  |  |              |  |
|                                                               |                                          | Baptiste de La Châtre, signore di Breuillebaut | Jean de La Châtre, signore di Breuillebaut     |  |  |       |  |  |                                                 |  |  |              |  |
|                                                               |                                          | Baptiste de La Châtre, signore di Breuillebaut | Madelene de Cluys                              |  |  |       |  |  |                                                 |  |  |              |  |
| Françoise de La Châtre                                        |                                          | Baptiste de La Châtre, signore di Breuillebaut |                                                |  |  |       |  |  |                                                 |  |  |              |  |
|                                                               |                                          | Gabrielle Lamy                                 | Bonaventure Lamy, signore di Loury             |  |  |       |  |  |                                                 |  |  |              |  |
|                                                               |                                          | Gabrielle Lamy                                 | Bonaventure Lamy, signore di Loury             |  |  |       |  |  |                                                 |  |  |              |  |
|                                                               |                                          | Gabrielle Lamy                                 | Louise de La Marche                            |  |  |       |  |  |                                                 |  |  |              |  |
|                                                               |                                          | Gabrielle Lamy                                 |                                                |  |  |       |  |  |                                                 |  |  |              |  |